# Malik Batmaz
Malik Batmaz (Bretten, 17 marzo 2000) è un calciatore tedesco naturalizzato turco, attaccante del Preußen Münster.

## Carriera

### Club
Cresciuto nel settore giovanile del Sandhausen, nel 2015 si trasferisce in quello del Karlsruhe; esordisce poi in prima squadra il 19 agosto 2018, disputando l'incontro di DFB-Pokal perso per 0-6 contro l'Hannover 96; sei giorni dopo ha esordito in 2. Fußball-Bundesliga, giocando l'incontro pareggiato per 0-0 sul campo del Kaiserslautern.

### Nazionale
Nel 2016 ha giocato due partite con la nazionale turca Under-17.

## Statistiche

### Presenze e reti nei club
Statistiche aggiornate al 30 aprile 2022.
| Stagione        | Squadra         | Campionato      | Campionato | Campionato | Coppe nazionali | Coppe nazionali | Coppe nazionali | Coppe continentali | Coppe continentali | Coppe continentali | Altre coppe | Altre coppe | Altre coppe | Totale | Totale |
| Stagione        | Squadra         | Comp            | Pres       | Reti       | Comp            | Pres            | Reti            | Comp               | Pres               | Reti               | Comp        | Pres        | Reti        | Pres   | Reti   |
| --------------- | --------------- | --------------- | ---------- | ---------- | --------------- | --------------- | --------------- | ------------------ | ------------------ | ------------------ | ----------- | ----------- | ----------- | ------ | ------ |
| 2018-2019       | Karlsruhe       | 3L              | 3          | 0          | CG              | 1               | 0               |                    | -                  | -                  |             | -           | -           | 4      | 0      |
| 2019-gen. 2020  | Karlsruhe       | 2L              | 0          | 0          | CG              | 0               | 0               |                    | -                  | -                  |             | -           | -           | 0      | 0      |
| gen.-giu. 2020  | Stoccarda II    | OL              | 0          | 0          |                 | -               | -               |                    | -                  | -                  |             | -           | -           | 0      | 0      |
| 2020-2021       | Karlsruhe       | 2L              | 30         | 1          | CG              | 0               | 0               |                    | -                  | -                  |             | -           | -           | 30     | 1      |
| 2021-2022       | Karlsruhe       | 2L              | 19         | 3          | CG              | 2               | 0               |                    | -                  | -                  |             | -           | -           | 21     | 3      |
| Totale carriera | Totale carriera | Totale carriera | 52         | 4          |                 | 3               | 0               |                    | -                  | -                  |             | -           | -           | 55     | 4      |